# Ken Hodge
Ken Raymond Hodge (né le 25 juin 1944 à Birmingham en Angleterre) est un joueur professionnel canadien de hockey sur glace qui évoluait au poste d'ailier droit. Ken est le père du joueur de hockey professionnel, Ken Hodge junior (en).

## Carrière
Hodge après le hockey en junior avec les Teepees de St. Catharines, devenus par la suite Black Hawks de St. Catharines, équipe de développement des Black Hawks de Chicago. En raison de sa grande taille pour l'époque, on lui demande d'en jouer pour intimider les adversaires et jouer les gendarmes. Il fait ses débuts dans la LNH lors de la saison 1964-1965 puis devient un des joueurs titulaires de Chicago les deux saisons suivantes. Le 15 mai 1967, il est échangé aux Bruins de Boston avec Phil Esposito et Fred Stanfield contre Gilles Marotte, Pit Martin et Jack Norris. Chez les Bruins, il est associé à Esposito et Wayne Cashman.
En 1970 et en 1972, il remporte la Coupe Stanley avec les Bruins. Lors de la victoire en 1972, il marque notamment deux buts au cours du quatrième match contre les Maple Leafs de Toronto puis le but vainqueur du cinquième et dernier match de la série qui qualifie les Bruins pour le tour suivant. En finale, contre les Rangers de New York, il inscrit un coup du chapeau lors de la victoire 6-5 puis il donne la victoire au Bruins au cours du match suivant qui mènent alors la série 2-0. Il termine les séries à la quatrième place des pointeurs de l'équipe tout en étant le joueur le plus pénalisé.

## Statistiques
| Saison     | Équipe                        | Ligue      |     | Saison régulière | Saison régulière | Saison régulière | Saison régulière | Saison régulière |    | Séries éliminatoires | Séries éliminatoires | Séries éliminatoires | Séries éliminatoires | Séries éliminatoires |
| Saison     | Équipe                        | Ligue      | PJ  | B                | A                | Pts              | Pun              | PJ               | B  | A                    | Pts                  | Pun                  |                      |                      |
| 1961-1962  | Lakeshore Maroons             | OHA-B      |     |                  |                  |                  |                  |                  |    |                      |                      |                      |                      |                      |
| 1961-1962  | Teepees de St. Catharines     | OHA-Jr.    | 31  | 4                | 3                | 7                | 6                | 6                | 1  | 0                    | 1                    | 6                    |                      |                      |
| 1962-1963  | Black Hawks de St. Catharines | OHA-Jr.    | 50  | 23               | 23               | 46               | 97               |                  |    |                      |                      |                      |                      |                      |
| 1963-1964  | Black Hawks de St. Catharines | OHA-Jr.    | 56  | 37               | 51               | 88               | 110              | 13               | 6  | 19                   | 25                   | 28                   |                      |                      |
| 1964-1965  | Black Hawks de St. Catharines | OHA-Jr.    | 55  | 63               | 60               | 123              | 107              | 5                | 3  | 7                    | 10                   | 8                    |                      |                      |
| 1964-1965  | Black Hawks de Chicago        | LNH        | 1   | 0                | 0                | 0                | 2                |                  |    |                      |                      |                      |                      |                      |
| 1964-1965  | Bisons de Buffalo             | LAH        | 2   | 0                | 2                | 2                | 0                | 4                | 0  | 0                    | 0                    | 4                    |                      |                      |
| 1965-1966  | Black Hawks de Chicago        | LNH        | 63  | 6                | 17               | 23               | 47               | 5                | 0  | 0                    | 0                    | 8                    |                      |                      |
| 1966-1967  | Black Hawks de Chicago        | LNH        | 69  | 10               | 25               | 35               | 59               | 6                | 0  | 0                    | 0                    | 4                    |                      |                      |
| 1967-1968  | Bruins de Boston              | LNH        | 74  | 25               | 31               | 56               | 31               | 4                | 3  | 0                    | 3                    | 2                    |                      |                      |
| 1968-1969  | Bruins de Boston              | LNH        | 75  | 45               | 45               | 90               | 75               | 10               | 5  | 7                    | 12                   | 4                    |                      |                      |
| 1969-1970  | Bruins de Boston              | LNH        | 72  | 25               | 29               | 54               | 87               | 14               | 3  | 10                   | 13                   | 7                    |                      |                      |
| 1970-1971  | Bruins de Boston              | LNH        | 78  | 43               | 62               | 105              | 113              | 7                | 2  | 5                    | 7                    | 6                    |                      |                      |
| 1971-1972  | Bruins de Boston              | LNH        | 60  | 16               | 40               | 56               | 81               | 15               | 9  | 8                    | 17                   | 62                   |                      |                      |
| 1972-1973  | Bruins de Boston              | LNH        | 73  | 37               | 44               | 81               | 58               | 5                | 1  | 0                    | 1                    | 7                    |                      |                      |
| 1973-1974  | Bruins de Boston              | LNH        | 76  | 50               | 55               | 105              | 43               | 16               | 6  | 10                   | 16                   | 16                   |                      |                      |
| 1974-1975  | Bruins de Boston              | LNH        | 72  | 23               | 43               | 66               | 90               | 3                | 1  | 1                    | 2                    | 0                    |                      |                      |
| 1975-1976  | Bruins de Boston              | LNH        | 72  | 25               | 36               | 61               | 42               | 12               | 4  | 6                    | 10                   | 4                    |                      |                      |
| 1976-1977  | Rangers de New York           | LNH        | 78  | 21               | 41               | 62               | 43               |                  |    |                      |                      |                      |                      |                      |
| 1977-1978  | Rangers de New York           | LNH        | 18  | 2                | 4                | 6                | 8                |                  |    |                      |                      |                      |                      |                      |
| 1977-1978  | Nighthawks de New Haven       | LAH        | 52  | 17               | 29               | 46               | 13               | 15               | 3  | 4                    | 7                    | 20                   |                      |                      |
| 1979-1980  | Dusters de Binghamton         | LAH        | 37  | 10               | 20               | 30               | 24               |                  |    |                      |                      |                      |                      |                      |
| Totaux LNH | Totaux LNH                    | Totaux LNH | 881 | 328              | 472              | 800              | 779              | 97               | 34 | 47                   | 81                   | 120                  |                      |                      |